# 森一雄
森 一雄（もり かずお、1890年 - 1968年）は、日本の造園家。官庁の造園技術者として活躍。

## 略歴
神戸市に生まれ、1914年に第4高等学校 (旧制）を卒業し、東京帝国大学農科大学農学科に進学。卒業後は明治神宮造営局林苑課に任用される。3年後宮内技手となり工務課庭苑係に勤務、離宮庭園改造に携わる。
1924年からは、内務省都市計画兵庫地方委員会技師に転じ、神戸に赴任、1917年には兵庫県土木部技師を兼務。この時代には、神戸・西宮・芦屋各市の都市計画公園、墓地、風敦地区の計画及び実施に当る。六甲山開発綜合計画、明石公園敷地の宮内省から払下げを受けた後の大拡張、改造計画、西宮市営満池谷公園墓地設計、西宮市夙川公園の受益者負担による拡張計画、舞子公園拡張設計等を担当する。また三重県、奈良県で公園設計や国立公園計画、緑地計画などに携わる。
1934年、大阪府に転勤、土木部都市計画課技師兼都市計画大阪地方委員会技師となり、翌年には大阪府公園委員会の委員ともなって1941年まで勤務した。大阪地方委員会技師時代には布施、岸和田、泉大津、貝塚、豊中、池田、堺各市の都市計画公園を手がけ、また室戸台風被害による住吉、住江、浜寺各公園の改造実施、大阪市の四大緑地計画の立案、特に服部緑地の実施計画につくした。
1936年からは三重高等農林学校（三重大学農学部の前身）講師をつとめ、造園に関する授業を担当する。
1941年大阪市土木部公園課長、後に公園緑地課長、1944年には市防衛局施設部緑地課長となる。大阪市公園課長時代には鶴見緑地の計画と一部実施、大阪駅前の植栽実施等に尽力した。
終戦の年に退職したのち、一時民間に身をおいたが、1946年から三重県土木部都市計画課、1948年都市計画奈良地方委員会、1952年都市計画三重地方審議会委員等を歴任。また大阪府立大学農学部講師、大阪府服部緑地総合計画策定委員会造園部委員長、大阪府公園協会理事、大阪・奈良都市計画地方審議会委員等をつとめ、近畿地区を中心に造園家として都市計画部内に活躍した。
さらにこの間1948年からは三重県の上野市工務部長にも就任、1951年に奈良国際文化観光都市建設審議会参与に就任し、その関係から1953年に奈良市建設局都市計画課の嘱託ともなる。
以降は三重、奈良両県における都市計画公園緑地事業で国立公園（伊勢志摩）計画、北大和観光緑地計画、橿原神宮森林公園利用計画、平城旧跡公園計画等に関わる。